# Grup care instigă la ură
Un grup care instigă la ură (în engleză hate group) este un grup social care susține și practică incitarea la ură, ostilitate⁠(d) sau violența împotriva membrilor unei rase, etnii, națiuni, religii, sex, identitate de gen, orientare sexuală sau orice alt sector desemnat al societății. Conform Biroului Federal de Investigații al Statelor Unite (FBI), „scopul principal al unui grup care instigă la ură este de a promova animozitatea, ostilitatea și reaua-voință împotriva persoanelor care aparțin unei rase, religii, suferă de o dizabilitate, orientare sexuală sau etnie/origine națională care diferă de cea a membrilor organizației”.

## Monitorizare
În Statele Unite, Biroul Federal de Investigații nu publică liste cu grupuri care instigă la ură, iar  „investigațiile sunt efectuate numai atunci când are loc o amenințare sau se face apel la violență; atunci când grupul are capacitatea de a efectua actul declarat și când fapta ar constitui o potențială încălcare a legii federale”. FBI menține statistici privitoare la infracțiunile motivate de ură.
Două organizații americane private nonprofit care monitorizează grupurile care incită la intoleranță și ură sunt Anti-Defamation League (ADL)  și Southern Poverty Law Center⁠(d) (SPLC). Aceștia alcătuiesc liste cu ceea ce consideră că sunt grupuri care incită la ură, cele supremațiste, antisemite, antiguvernamentale sau care au comis infracțiuni motivate de ură. Definiția SPLC a unui „grup care instigă la ură” este „o organizație sau grup de indivizi caracterizat de convingeri sau activități în baza cărora sunt atacați sau pun în pericol un întreagă categorie de oameni, cu precădere din cauza trăsăturilor imuabile ale acestora”. Totuși, includerea unui grup în această listă „nu denotă că grupul susține sau se implică în acte violente sau în activități ilegale”. Conform USA Today, lista acestora este foarte diversă, incluzând grupuri de la „supremațiștii albi la naționaliștii negri⁠(d), de la neonaziști la neoconfederați⁠(d)”.
Conform SPLC, din 2000 până în 2008, activitatea grupurilor care instigă la ură a înregistrat o creștere de 50% în SUA, numărul total al grupurilor active fiind de 926. În 2019, organizația a raportat 1.020 de grupuri, cel mai mare număr din ultimii 20 de ani și o creștere de 7% din 2017 până în 2018. Maximul precedent a fost de 1.018 în 2011, iar cel mai slab an a fost 2014 când lista a inclus 784 de grupuri. Creșterea numărului de grupuri asociate naționalismului alb de la 100 în 2017 la 148 în 2018 a fost cea mai semnificativă creștere din raportul realizat pe anul 2019.
Din 2010, termenul de alt-right - prescurtare pentru „alternativa dreaptă” - a intrat în uz. Acest termen descrie persoane care resping curentul actual conservator și adoptă forme de conservatorism care tind să fie implicit sau explicit rasiste și supremațiste. Curentul alt-right este descris drept „o combinație ciudată de neonaziști, adepți ai teoriilor conspirative, „antiglobaliști” și troli - toți uniți de  convingerea că identitatea bărbatului alb este atacată de forțele multiculturaliste și politic corecte”.